# Santa Fe (Nueva Vizcaya)
Santa Fe (Bayan ng Santa Fe) är en kommun i Filippinerna. Kommunen ligger på ön Luzon, och tillhör provinsen Nueva Vizcaya. Folkmängden uppgår till 12 949 invånare.

## Barangayer
Santa Fe är indelat i 16 barangayer.
| - Bacneng - Baliling - Bantinan - Baracbac - Buyasyas - Imugan - Poblacion - Sinapaoan | - Tactac - Villa Flores - Atbu - Balete - Canabuan - Malico - Santa Rosa - Unib |